# Imperium Marathów

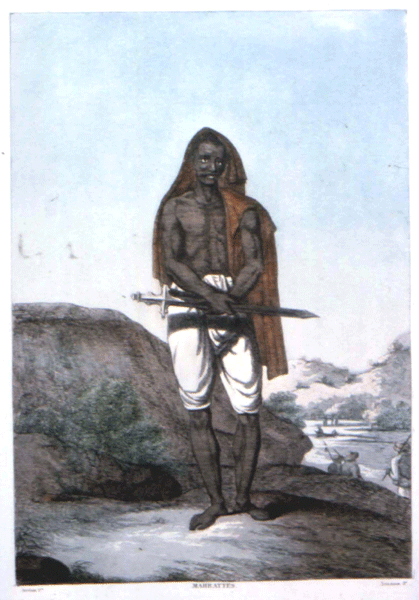
żołnierz Marathów na obrazie François Balthazara Solvynsa z XVIII w.

Imperium Marathów – państwo indyjskie istniejące od 1674 do 1818 roku. W szczytowym momencie obejmowało 1 mln kilometrów kwadratowych.
Po latach walki przeciw Wielkiemu Mogołowi Aurangzebowi Śiwadźi założył w roku 1674 odrębne Imperium Marathów z ziem Sułtanatu Bidźapuru, ze stolicą w Pune. Śiwadźi zmarł w 1680 roku, pozostawiając potężne, lecz narażone na ataki z zewnątrz państwo. Wielcy Mogołowie zaatakowali w 1682 i próbowali bez powodzenia podbić Marathów w wojnie, która trwała aż do 1707.
Szahu, wnuk Śiwadźiego, został uznany za prawowitego króla przez następcę Aurangzeba Bahadura w 1708 roku. Szahu rządził jako cesarz do 1749. Podczas swojego panowania ustanowił urząd  „Peśwa” (premiera) jako szefa rządu. Peśwowie zostali faktycznymi władcami państwa, podczas gdy następcy Śiwadźiego rządzili nominalnie ze swej siedziby w Satarze. 
Imperium Marathów przeżywało swój rozkwit i szczytowy zasięg terytorialny w XVIII wieku pod władcami: Szahu i Peśwą Badzirao. Przegrana z Afganami w bitwie pod Panipatem w 1761 zahamowała ekspansję. Imperium przekształciło się w konfederację pięciu państw dynastycznych. Rządzili nimi: Peśwowie w Pune; ród Sindhia (w Malwie i Gwalijarze); Holkarowie w Indorze; ród Bhonsle w Nagpurze; ród Gaekwa w Baroda. Rywalizacja między rodami Sindhia i Holkar dominowała w polityce Imperium do wczesnego XIX wieku, kiedy zbliżyło się brytyjskie zagrożenie. Wielka Brytania stopniowo podporządkowywała państwa Marathów w kilku wojnach (1775-1782, 1803-1805, 1817-1819). Większość państwa została wcielona do Indii Brytyjskich, a resztki w 1947 roku do Indii, które uzyskały niepodległość.

## Władcy Imperium Marathów
- Śiwadźi (1674–1680)
- Sambhadzii (1680–1689)
- Radżaram I (1689–1700)
- królowa Tarabai (1700–1707)
- Szahu (1707–1749)
- Ramaradża (1749–1777)

## Peśwa - ministrowie Imperium Marathów
- Baladżi Wiszwanath (od 1713 do 2 kwietnia 1720, żył w latach 1660-1720)
- Badzirao (od 17 kwietnia 1720 do 28 kwietnia 1740, 1700-1740)

Od roku 1749, po śmierci władcy Szahu, Peśwa został faktycznym szefem państwa.
- Baladżi Badzirao (4 lipca 1740 do 23 czerwca 1761, ur. 8 grudnia 1721, zm. 23 czerwca 1761)
- Madhavrao II Ballal (od 1761 do 18 listopada 1772, ur. 16 lutego 1745, zm. 18 listopada 1772)

Po upadku ich władzy pozostał im tytuł mistrzów Chatrapati.
- Narajanrao Badżira (od 13 grudnia 1772 do 30 sierpnia 1773, ur. 1755, zm. 1773)
- Raghunathrao (1773-1774, ur. 1734, zm. 1783)
- Sawai Madhawa Rao Narajan (od 1774 do 27 października 1795, ur. 1774, zm. 1795)
- Badzirao II (1796-1818, zm. 28 stycznia 1851)
- Nana Sahib (od 1 lipca 1857 do 1858, ur. 1825, zm. 1859)